# Дача Мерецької
Дача Мерецької (міська бібліотека імені О. І. Купріна) — одна з найвиразніших споруд на набережній Балаклави. Будівля була побудована на початку XX століття в еклектичному стилі, з використанням мотивів іспанського ренесансу. Будівля в плані чотирикутна, одноповерхова, з промовцем ризалітом у вигляді напівкруглої вежі, яка увінчана двома ярусами карнизів. Вежа прикрашена скульптурами грацій в нішах.

## Історія
Дача була побудована на початку ХХ століття, коли набережна Балаклави перетворювалася на справжній архітектурний еклектичний музей. Під у 1920-х роках будівлю було націоналізовано, вона пережила Оборону Севастополя, але почала вітшати. У ній була розташована місцева поліклініка, котра отримала нове приміщення у 1963 році. 1986-го у будівлі створюється бібліотека, котру очолює Ніна Дмитрівна Коновалова, під керівництвом котрої будинок ремонтується. Попри її роботу, дача втрачає скульптури, котрі було перевезено до кінотеатру «Родіна». У 1971 році Балаклавська бібліотека перетворюється на філію Севостопольскої центральної міської бібліотеки імені Л. Н. Толстого № 21, з часом перейменовується на честь Олександра Івановича Купріна. Письменник згадував Балаклаву у своїх оповіданнях.
Вважають, що дача Мерецької дещо нагадує особняк текстильного магната Морозова в Москві (архітектор Віктор Мазирін).
Капітальна реставрація була проведена у 2004 році. Дача є пам'яткою історії місцевого значення з охоронним номером 132/10.

## Архітектура
Одноповерхова будівля має асиметричний фасад. Відділена від решти набережної невеликим зеленим квітником, вона є чіткою архітектурною домінантою. Головний фасад побудований у класичному стилі. Центральний вхід прикрашений захованим за білими балясинами балюстради двосхилим сходовим маршем. Він посилений вежею у англійському стилі, що утворює напівкруглу ротонду із зубчатим дахом. Головною архітектурною особливістю дачі є статуї Грацій, чиї спроби приховати оголеність майстерно відображені у камені. Аркові ніші статуй довгий час залишалися порожніми, і теперішні скульптури є лише репліками.

### Галерея

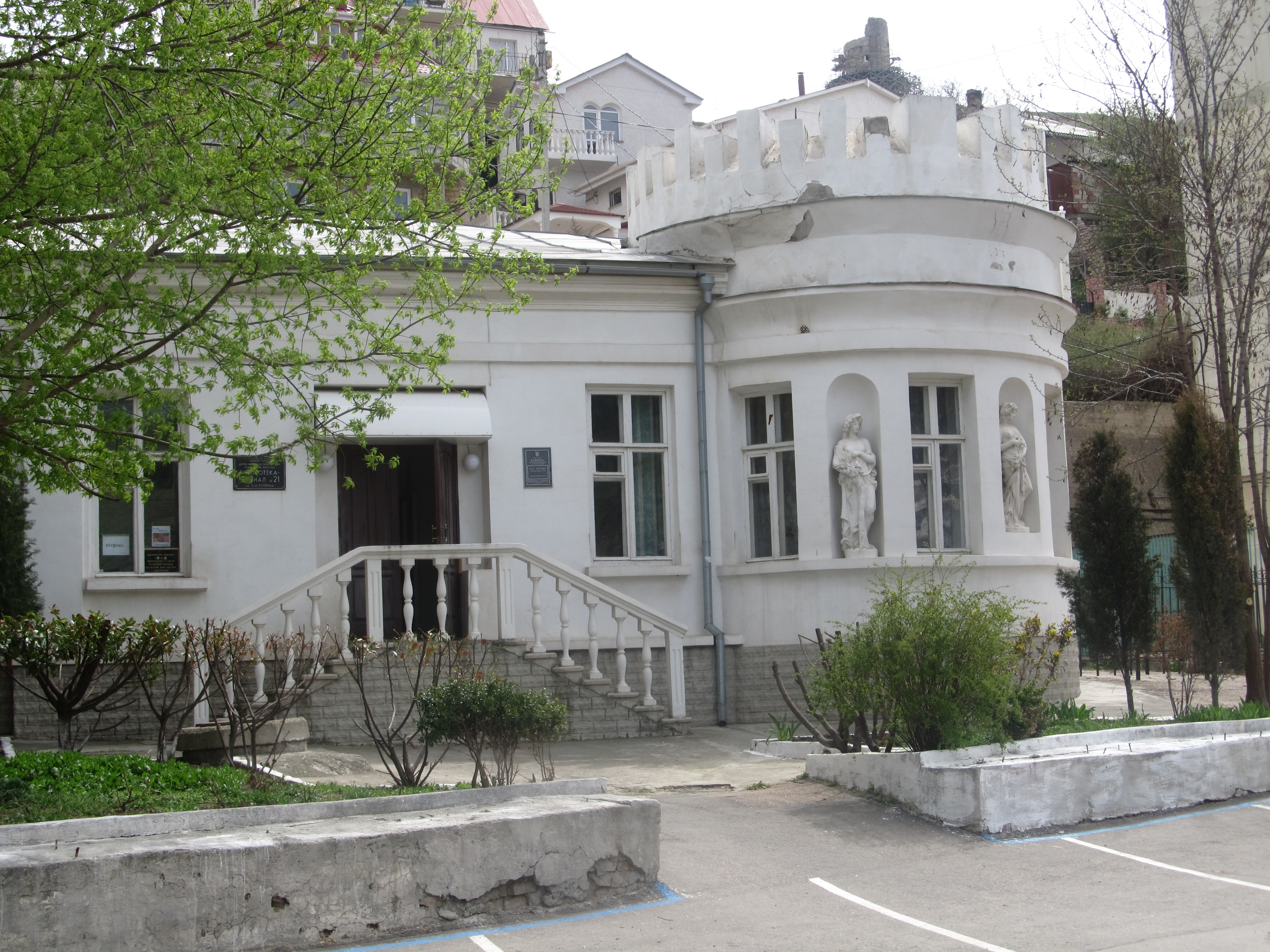
Фасад Дачі
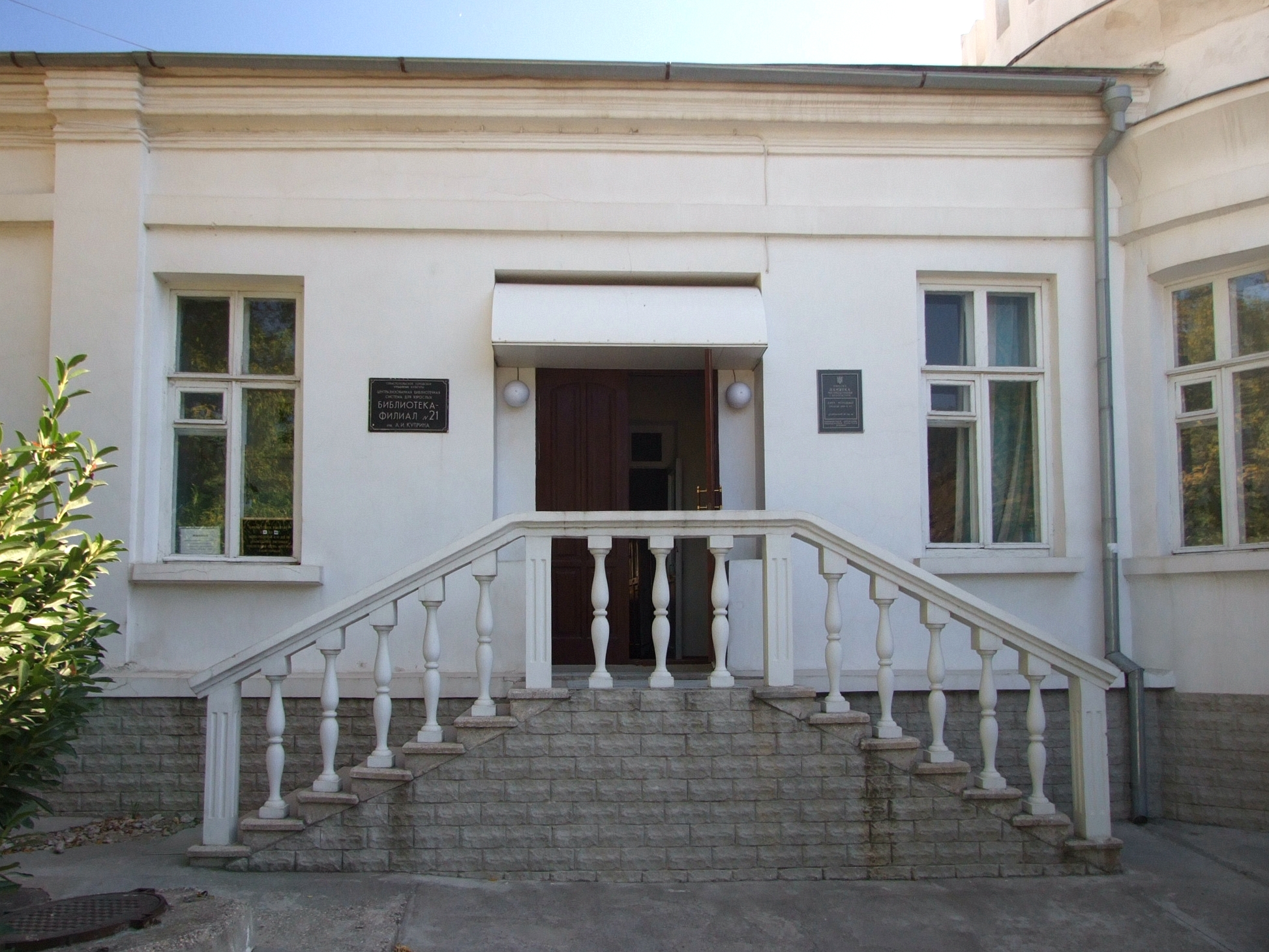
Таблички на фасаді будівлі
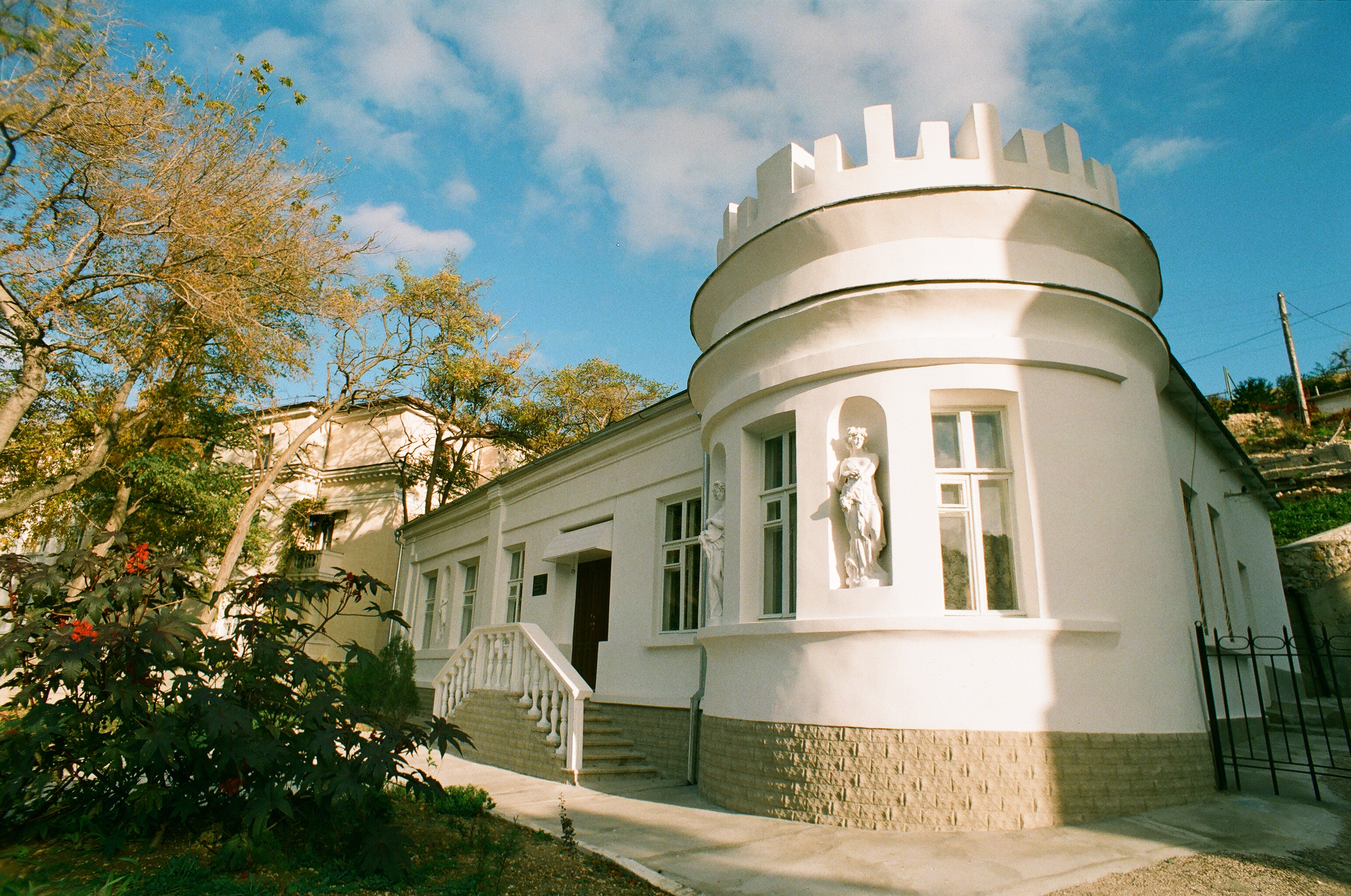
Ротонда
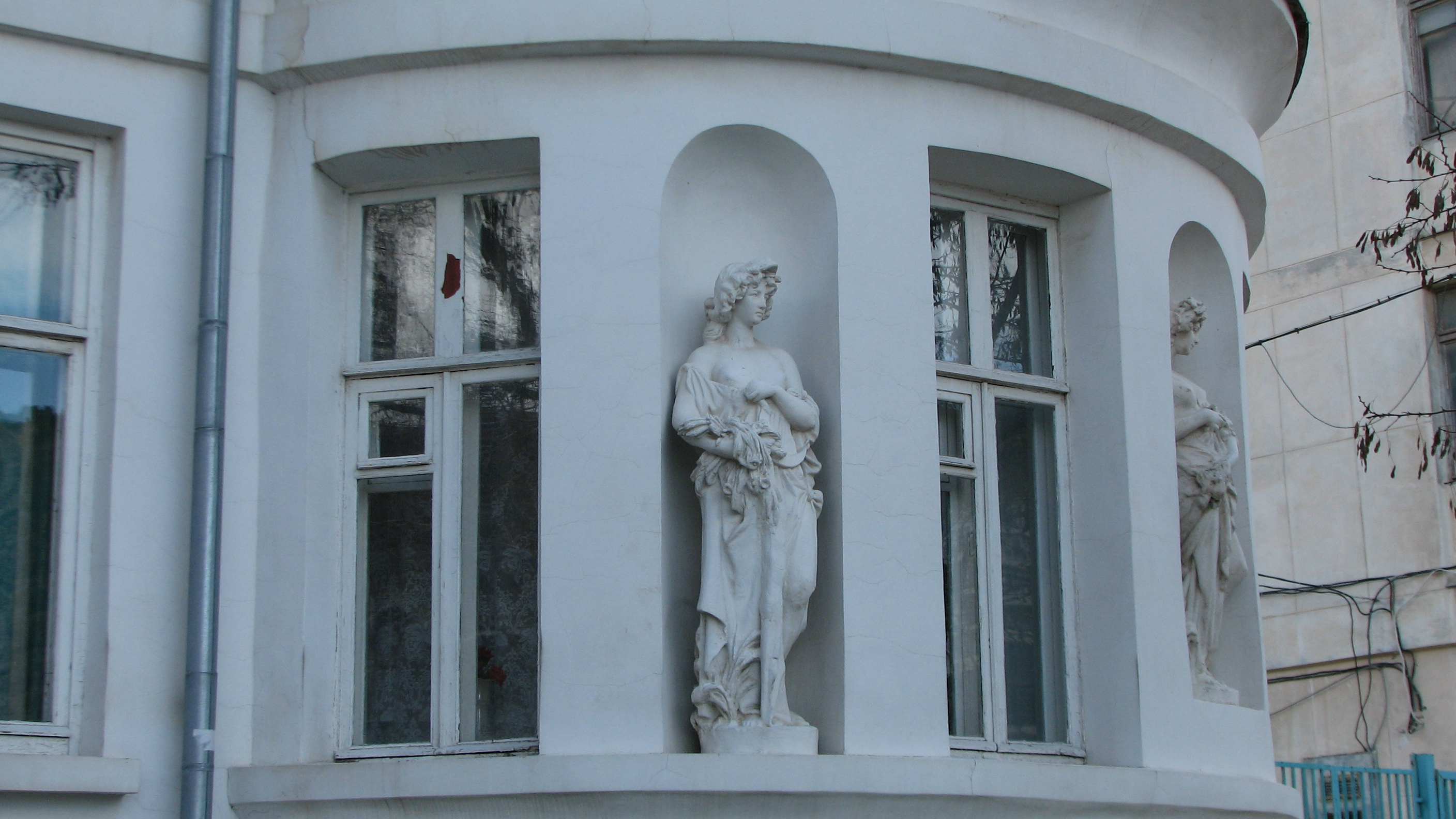
Скульптури в ротонді